# Чемпіонат УРСР із шахів 1952 (жінки)
12-й чемпіонат України із шахів серед жінок, що проходив у Києві з 26 лютого по 20 березня 1952 року.

## Загальна інформація про турнір
12-му чемпіонату УРСР передували, як завжди, міські і обласні змагання та три півфінали у Сталіно, Чернівцях та Києві (чемпіонат Києва). В м. Сталіно перше місце посіла Т.Терашкевич (Харків) — 11½ очка з 13. На півтора очка відстала від переможниці Н.Русинкевич (Сталіно). На третьому місці Є.Бочко (Ворошиловград) — 9 очок, яка виконала норму другого розряду. Четверте місце посіла представниця Запоріжжя Н.Бодня — 8½ очка.
У впертій боротьбі проходив турнір в Чернівцях. Тут перші три місця розділили Б.Корсунська (Одеса), В.Куксова (Чернівці) та А.Поліщук (Ужгород), які набрали по 8½ очка, на четвертому місці — А.Вітковська (Вінниця) — 7½ очка.
По чотири переможниці кожної групи (Сталіно, Чернівці) дістали право взяти участь у фінальній частині жіночого чемпіонату України.
У фіналі взяли участь сім шахісток першого розряду та дев'ять — другого. Вперше право участі у фіналі першості здобули Ткачук (Київ), Бодня (Запорізька область) та Бочко (Ворошиловградська область).
Торішня переможниця Любов Коган знову продемонструвала свою перевагу над іншими учасницями, її результат — 12 очок з 15 можливих (+10-1=4). Небезпечною суперницею у неї була Естер Гольдберг, яка за два тури до кінця турніру відставала від Коган лише на півочка. Однак, програвши в передостанньому турі Ткачук, Гольдберг втратила шанси на перемогу, задовільнившись другим місцем. Із шахісток другого розряду найкращого результату досягла Зінаїда Артем'єва (10 очок), яка посіла третє місце, а також виконала норму першого розряду.
На турнірі було зіграно 118 партій, з яких 83 закінчилися перемогою однієї зі сторін (70,3 %), а 35 партій завершилися внічию. У двох партіях була зарахована технічна перемога (поразка).

## Турнірна таблиця
| №  | Учасник              | Місто         | 1 | 2 | 3 | 4 | 5 | 6 | 7 | 8 | 9 | 10 | 11 | 12 | 13 | 14 | 15 | 16 |  | +  | −  | =  | Очки | Місце  |
| -- | -------------------- | ------------- | - | - | - | - | - | - | - | - | - | -- | -- | -- | -- | -- | -- | -- |  | -- | -- | -- | ---- | ------ |
| 1  | Любов Коган          | Київ          |   | ½ | ½ | 1 | 1 | ½ | 1 | 0 | 1 | ½  | 1  | 1  | 1  | 1  | 1  | 1  |  | 10 | 1  | 4  | 12   | Gold   |
| 2  | Естер Гольдберг      | Київ          | ½ |   | 0 | 1 | 0 | 1 | ½ | 1 | 1 | 1  | 1  | 1  | 1  | ½  | 0  | +  |  | 9  | 3  | 3  | 10½  | Silver |
| 3  | Зінаїда Артем'єва    | Київ          | ½ | 1 |   | ½ | ½ | ½ | 1 | ½ | ½ | 0  | ½  | ½  | 1  | 1  | 1  | 1  |  | 6  | 1  | 8  | 10   | Bronze |
| 4  | Олена Малинова       | Київ          | 0 | 0 | ½ |   | ½ | 0 | 1 | 1 | 0 | ½  | 1  | 1  | 1  | 1  | 1  | 1  |  | 8  | 4  | 3  | 9½   | 4      |
| 5  | Антоніна Вітковська  | Вінниця       | 0 | 1 | ½ | ½ |   | ½ | ½ | ½ | ½ | ½  | 1  | ½  | 1  | 1  | ½  | ½  |  | 4  | 1  | 10 | 9    | 5—8    |
| 6  | Тамара Добровольська | Київ          | ½ | 0 | ½ | 1 | ½ |   | 0 | ½ | 1 | ½  | 1  | ½  | 0  | 1  | 1  | 1  |  | 6  | 3  | 6  | 9    | 5—8    |
| 7  | Алла Рубінчик        | Київ          | 0 | ½ | 0 | 0 | ½ | 1 |   | 1 | 1 | ½  | 0  | 1  | 1  | 1  | ½  | 1  |  | 7  | 4  | 4  | 9    | 5—8    |
| 8  | Ніна Русинкевич      | Сталіно       | 1 | 0 | ½ | 0 | ½ | ½ | 0 |   | 0 | 1  | 1  | 1  | 1  | 1  | ½  | 1  |  | 7  | 4  | 4  | 9    | 5—8    |
| 9  | Берта Корсунська     | Одеса         | 0 | 0 | ½ | 1 | ½ | 0 | 0 | 1 |   | ½  | ½  | 1  | 1  | 1  | 1  | 0  |  | 6  | 5  | 4  | 8    | 9—10   |
| 10 | Ганна Поліщук        | Ужгород       | ½ | 0 | 1 | ½ | ½ | ½ | ½ | 0 | ½ |    | 0  | 1  | 1  | 0  | 1  | 1  |  | 5  | 4  | 6  | 8    | 9—10   |
| 11 | Н. Бодня             | Запоріжжя     | 0 | 0 | ½ | 0 | 0 | 0 | 1 | 0 | ½ | 1  |    | ½  | 1  | ½  | ½  | 1  |  | 4  | 6  | 5  | 6½   | 11     |
| 12 | Єлизавета Пятова     | Київ          | 0 | 0 | ½ | 0 | ½ | ½ | 0 | 0 | 0 | 0  | ½  |    | 1  | 1  | 1  | +  |  | 4  | 7  | 4  | 6    | 12     |
| 13 | Є. Бочко             | Ворошиловград | 0 | 0 | 0 | 0 | 0 | 1 | 0 | 0 | 0 | 0  | 0  | 0  |    | 1  | 1  | 1  |  | 4  | 11 | 0  | 4    | 13     |
| 14 | Тетяна Терашкевич    | Харків        | 0 | ½ | 0 | 0 | 0 | 0 | 0 | 0 | 0 | 1  | ½  | 0  | 0  |    | ½  | 1  |  | 3  | 10 | 3  | 3½   | 14—15  |
| 15 | Зірка Ткачук         | Київ          | 0 | 1 | 0 | 0 | ½ | 0 | ½ | ½ | 0 | 0  | ½  | 0  | 0  | ½  |    | 0  |  | 1  | 9  | 5  | 3½   | 14—15  |
| 16 | В. Куксова           | Чернівці      | 0 | - | 0 | 0 | ½ | 0 | 0 | 0 | 1 | 0  | 0  | -  | 0  | 0  | 1  |    |  | 2  | 12 | 1  | 2½   | 16     |